# Thomas Gumpert
Thomas Gumpert (Lauchhammer, República Democrática Alemana; 11 de diciembre de 1952-7 de enero de 2021) fue un actor alemán conocido por su papel de Johannes von Lahnstein en la telenovela Verbotene Liebe .

## Biografía
Gumpert nació en 1952 en la ciudad de Lauchhammer, Alemania Oriental, en Bezirk Cottbus. Estudió actuación de 1972 a 1976 en Leipzig. Desde 1972, Thomas Gumpert interpretó muchos papeles en el Teatro Nacional Alemán de Weimar. También actuó en Berlín, Hamburgo, Dortmund y Frankfurt . Desde mediados de la década de 1970 también fue un prolífico actor de cine y televisión.
De 2003 a 2008 interpretó el papel del patriarca Johannes von Lahnstein en la telenovela Verbotene Liebe.
Gumpert murió el 7 de enero de 2021, víctima de un cáncer. Tenía sesenta y ocho años.

## Cine
- Lotte in Weimar (1974)
- Looping (1975)
- Addio piccola mia (1979)
- Coming Out (1989)
- Rückkehr aus der Wüste (1990)
- Von Wegen (2002)

## Series y películas de televisión
- Jäckis Liebe (1978)
- Fußballfans (1981)
- Martin Luther (1983)
- Front ohne Gnade (1983)
- Klassenkameraden (1984)
- Wilhelm von Humboldt (1985)
- Kopf und Herz (1986)
- Polizeiruf 110 (1986)
- Lindenstraße (1989)
- Stadtklinik (1997)
- Schwanger in den Tod (1997)
- Die Wache (1998, 1999, 2000)
- Der Clown (1998)
- Alarm für Cobra 11 (1999, 2001)
- Sex oder Liebe (2000)
- Die 8. Todsünde (2001)
- Im Namen des Gesetzes (2001)
- Null auf Null (2001)
- Wolffs Revier (2001)
- Vanessa Kramer (2002)
- Crazy Race I (2003)
- Die Cleveren (2003)
- Verbotene Liebe (2003–2008)
- Ohne Worte (2004)
- Siebenstein (2005)